# Manfredo V de Saluzzo
Manfredo V del Vasto (Saluzzo, ? – 1392) fue marqués de Saluzzo entre 1330 y 1332, y después entre 1341 y 1342. Era hijo de Manfredo IV de Saluzzo e Isabella Doria.

## Vida
Manfredo V era el hijo mayor del segundo matrimonio de Manfredo IV. En 1321, su madre Isabella convenció a su padre para que cambiase el orden sucesorio y le nombró a él heredero, desplazando al primogénito del primer matrimonio, Federico. Esto provocó un grave conflicto sucesorio que a la muerte de Manfredo IV en 1330 derivó en una guerra civil.
En esta guerra se involucraron todos los estados de la región, pues era una ocasión perfecta y cómoda para enfrentar sus disputas en una guerra que no afectaba a sus territorios. El propio marquesado estuvo en riesgo de desaparecer absorbido por sus vecinos. Pero finalmente el arbitraje de Amadeo VI de Saboya llegó a un acuerdo estable para los dos pretendientes. El 29 de julio de 1332 se firmó un tratado por el que el trono fue cedido a Federico. Manfredo se retiró a sus posesiones de Laghe convirtiéndose en el primer Señor de Cardè. También se le compensó dándole en matrimonio en 1333 a Eleonora († 1350), una de las hijas de Felipe I de Piamonte, primo de Amadeo V de Saboya y príncipe de Acaya.
Manfredo permaneció en sus posesiones hasta que la muerte de Federico en 1336 volvió a abrirle las puertas al poder. Se dedicó a buscar apoyos, y consiguió un ejército mercenario pagado por Roberto I de Anjou, rey de Nápoles, con el que declaró la guerra a su sobrino Tomás. Le asedió del 7 al 14 de abril de 1341 en Saluzzo. La ciudad se entregó por elección popular, pero Manfredo, lejos de agradecer el gesto del pueblo, quemó la ciudad y destruyó el castillo. Tomás fue encarcelado.
Sin embargo, el debilitamiento del poder de Roberto de Anjou y las presiones de los Visconti le obligaron a liberar a su sobrino y devolverle el trono un año después a Tomás.
| Predecesor: Manfredo IV | Marqués de Saluzzo 1330-1332 | Sucesor: Federico I |
| Predecesor: Tomás II    | Marqués de Saluzzo 1341-1342 | Sucesor: Tomás II   |